# 黄金バット

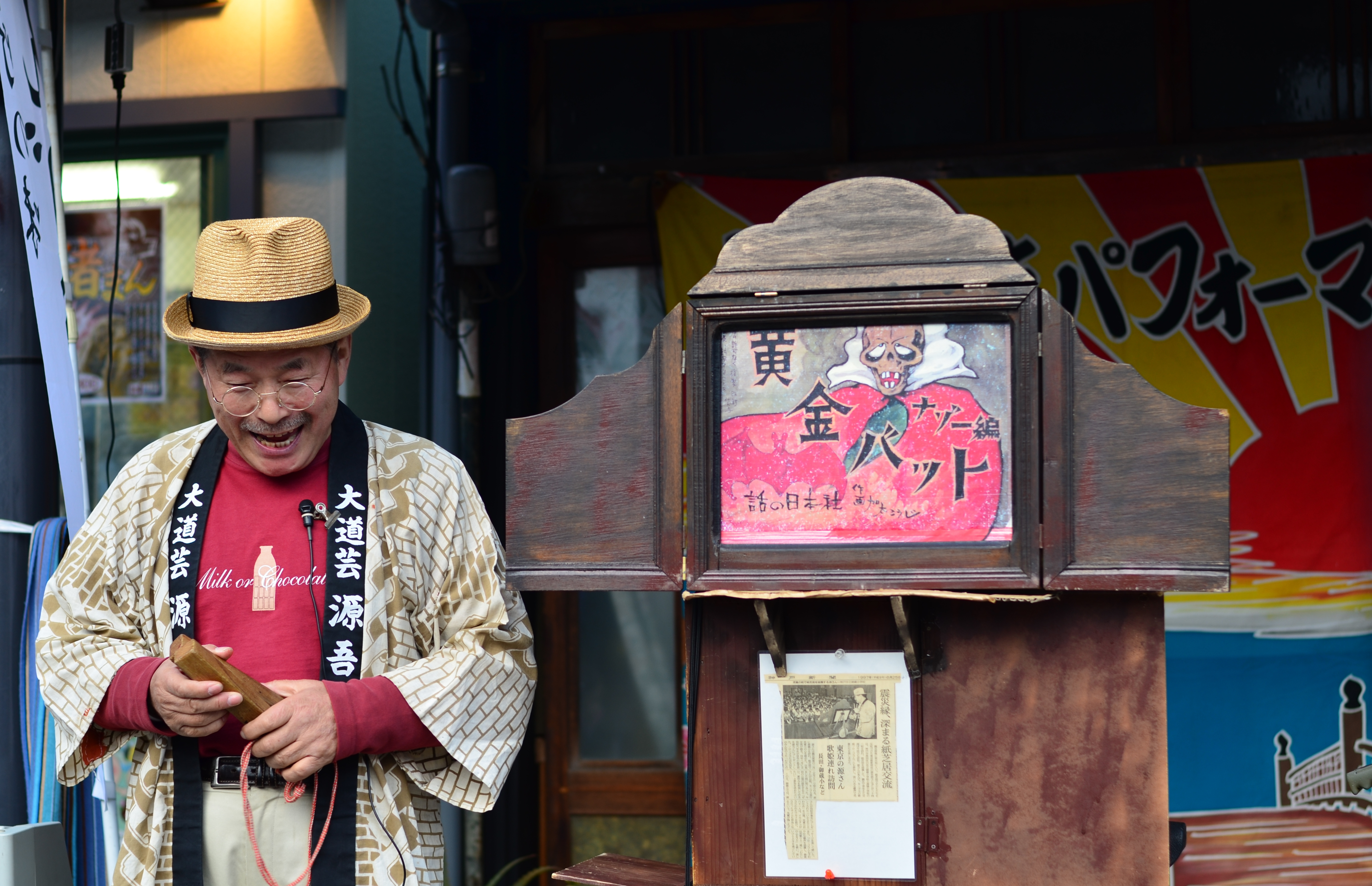
東京・浅草にて、紙芝居『黄金バット』を上演する男性。

『黄金バット』（おうごんバット）は、昭和の初期の紙芝居のタイトルロールの主人公。金色の骸骨の姿をし、漆黒のマントを身にまとう。
スーパーヒーローとアンチヒーローの両面をもつ孤高の主人公であり、一般的には死の象徴として忌避される髑髏をモチーフにしたヒーローという点で、その存在が斬新だった。
その後昭和40年代に漫画・映画・テレビアニメ化された。特有の「高笑い」と共に現れる、金色のコウモリが特徴的である。
しばしば「日本初のスーパーヒーロー」として紹介される。また、「スーパーマン」よりも8年先立ち誕生した世界最古のスーパーヒーローともされる。

## 概要
1930年（昭和5年）、鈴木一郎原作で白骨面に黒マントの怪盗・悪役が活躍する街頭紙芝居シリーズ『黒バット』が好評だった。この『黒バット』の最終回では、無敵で不死身の悪役である黒バットを倒す正義の味方として黄金色の「黄金バット」が主人公として突如、登場した（絵19枚を永松健夫が描いた）。
この黄金バットが子供たちに大好評だったため、黄金バットを主人公とした新作紙芝居を蟻友会の後藤時蔵、高橋清三、田中次郎らが製作。当時の驚異的な当たり演目となる。
しかし当時の零細な紙芝居業界に著作権意識は存在しなかったため、多種多様な黄金バットが勝手に作られた。
さらに当時はセリフは書かれておらず口伝だったため、同じ紙芝居でも演者によって内容に差異があるのが普通だった。なお、戦前の『黄金バット』の紙芝居のほとんどは戦時下の混乱にあって散逸、あるいは戦災により焼失したとされる。
当時の紙芝居は貸し出し式だったため倉庫にまとめて保管されており、倉庫が火事に遭うと全て燃えてしまっていた。
また、手書きで写し描きされていたので製作数が少なく、人気作は損耗も激しかった。

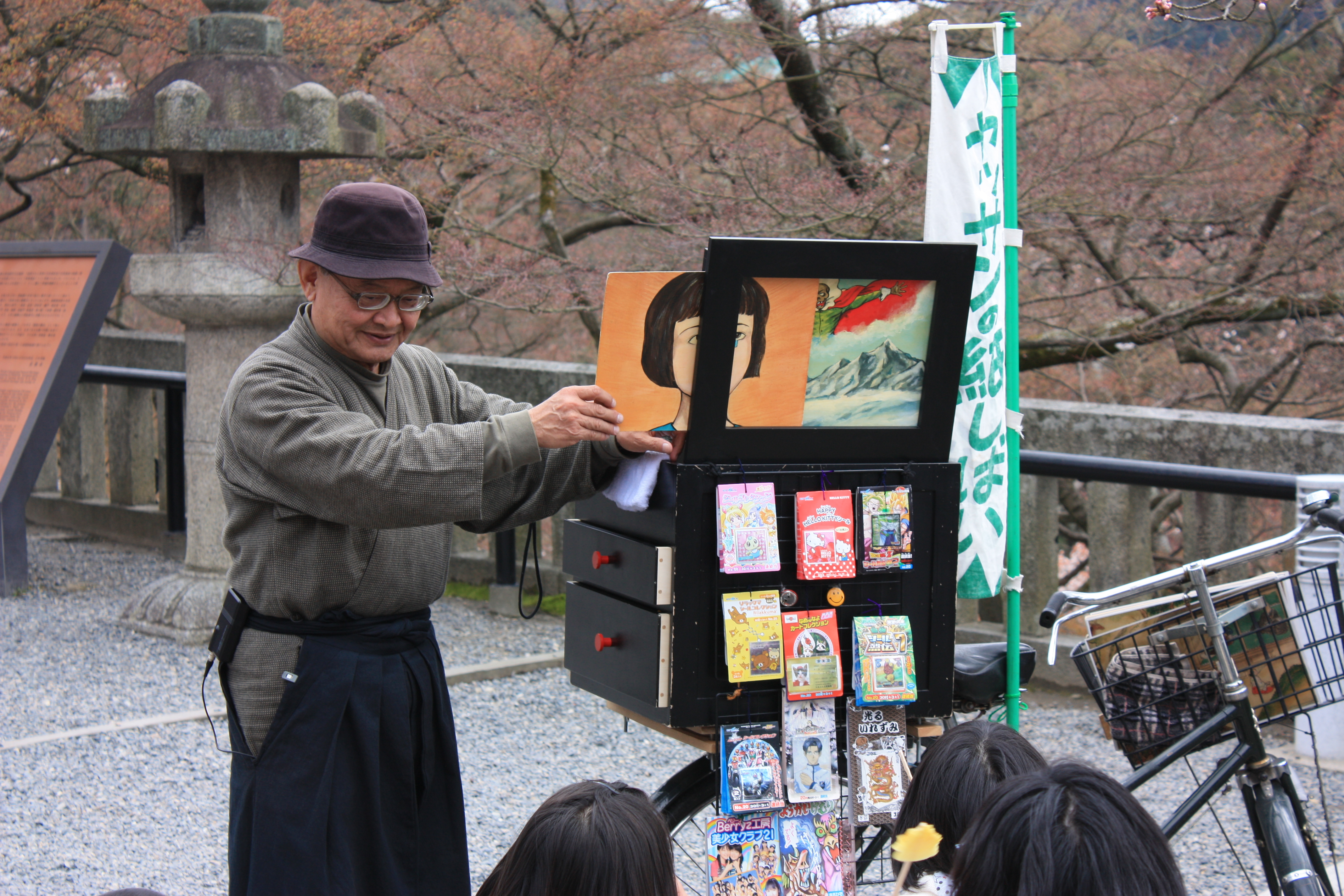

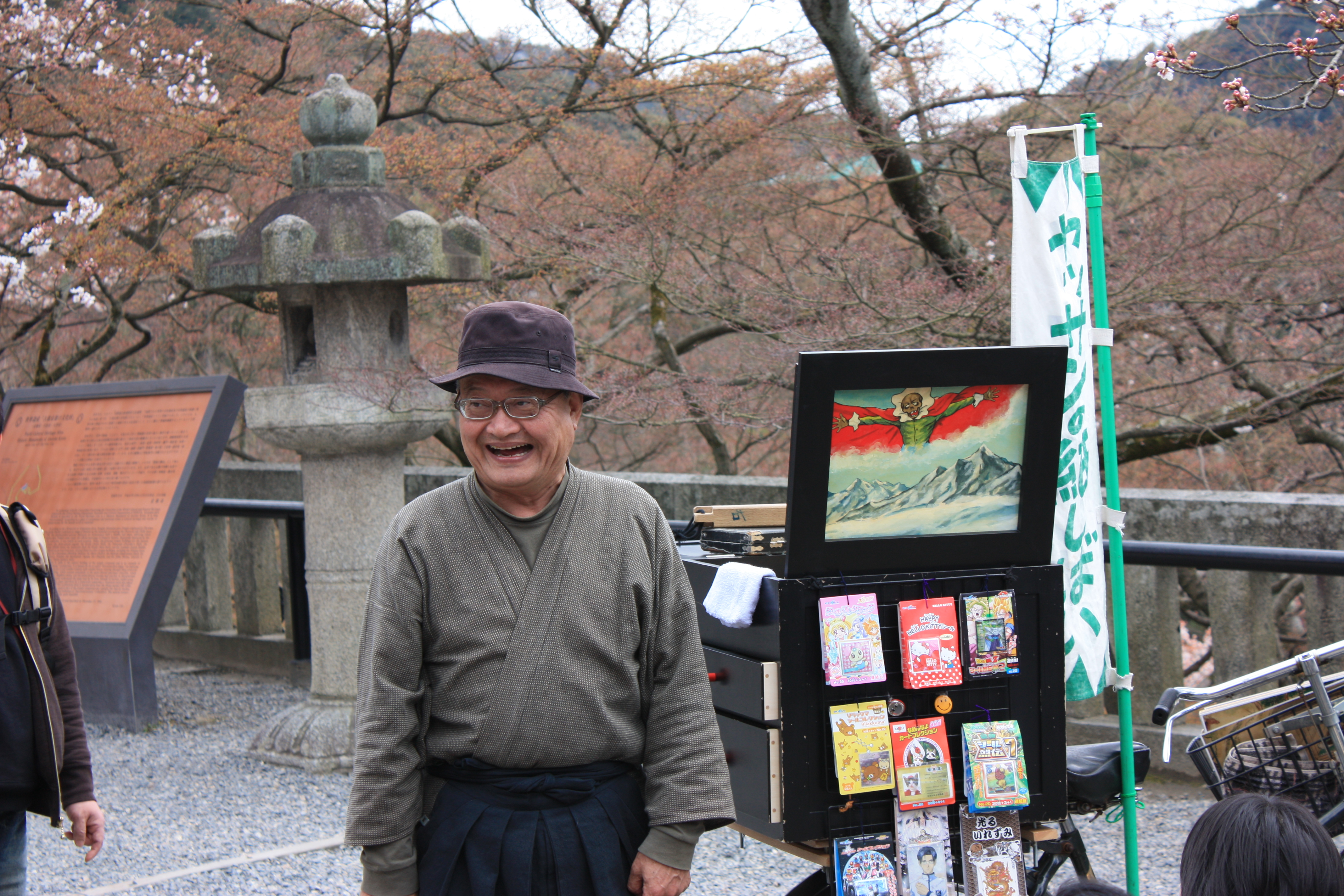
清水寺の紙芝居屋さん(2009年)

## 歴史
- 1930年（昭和5年）末期、紙芝居『黒バット』シリーズの最終回『黒バット・解決編』にて、無敵の怪人黒バットを退治する正義の味方として鮮烈なデビューを飾る。
- 1931年（昭和6年）初頭、『黒バット』シリーズに替わり『黄金バット』シリーズが本格的に始動。日本全国で巻き起こる空前の紙芝居ブームの火付け役となる。1934年（昭和9年）までシリーズ化される。その人気の高さ故に多種多様な偽物「黄金バット」が粗製濫造される。
- 1933年（昭和8年）日本パーロフォンよりレコード紙芝居『黄金バット 怪タンク篇』が発売される。
- 1945年（昭和20年）4月の東京大空襲によりオリジナル版の大部分が焼失[2]。
- 1946年（昭和21年）11月20日に加太こうじによる絵本『黄金バット』がフレンド社より刊行。戦後初の黄金バットの紙媒体である。本作はGHQ指導によって変更されたパーマネント髪の大仏顔の黄金バットが初めて登場する。
- 1947年（昭和22年）から、永松健夫による絵物語作品の単行本が明々社（のちの少年画報社）より刊行。1948年（昭和23年）には明々社から雑誌『冒険活劇文庫』（少年画報）が創刊され、永松による絵物語が掲載された。
- 1950年（昭和25年）ごろに鈴木一郎原作で加太こうじが脚本と絵を担当した『黄金バット ナゾー編』というナチス・ドイツ残党と戦う内容の紙芝居が行われた。
- 1950年（昭和25年）12月23日、東京映画配給（東映の前身）・新映画社製作による「黄金バット 摩天楼の怪人』公開。監督：志村敏夫、出演：川路竜子、美空ひばり、杉寛。
- 1966年（昭和41年）12月21日に映画『黄金バット』が封切り公開。主演：千葉真一、監督：佐藤肇、製作：東映[3][4]。モノクロの実写映画で[3][4]、1967年から放送されたアニメ版との連動企画であり[5]、プロット・キャラクターデザイン・主題歌などを踏襲したパイロット版的な作品である。
- 1967年（昭和42年）4月1日から1968年（昭和43年）3月23日まで、アニメ版がよみうりテレビ（YTV）の企画・制作により日本テレビ系列で毎週土曜日19時 - 19時30分に全52話が放映され、高視聴率を得た。この放送枠は元々『お笑い珍勇伝 頓馬天狗 → 崑ちゃんのとんま天狗』、『琴姫七変化』など「YTV制作、大塚製薬提供のドラマ枠」として定着していた。YTVとしてはテレビアニメ制作の初参入作品であり、日本テレビ系列では初の19時台のアニメである。この放送枠では本作品の後も『巨人の星』、『天才バカボン』などの大ヒット作を生んでいる。スポンサーは変わらず大塚製薬の1社提供。制作は広告代理店「第一企画」（現・ADKエモーションズ）の動画制作部門、「第一動画」と韓国のテレビ局「東洋放送」で、この体制下での第1作。同じスタッフ体制で手掛けた第2作目がフジテレビで放映された『妖怪人間ベム』で、キャラクターや演出が酷似している。原作者として永松、監修者として加太、双方の名前を冠しているが、実際の基本設定とストーリーは第一動画のスタッフによるものである。また、脚本の島内三秀は、のち桂千穂の名でロマンポルノの脚本、ポルノ小説の翻訳、大林宣彦監督作品の脚本などで活躍する。
- 1967年（昭和42年）7月21日、「オールカラーで! 東映まんがまつり」の上映作品の1本として、アニメ映画『黄金バット』公開（TVブローアップ版）。併映は『ひょっこりひょうたん島』（長編アニメ版）・『魔法使いサリー』（第1作）・『キャプテンウルトラ』の3本。
- アニメ終了後も、主に日本テレビやテレビ東京で再放送、特に1986年10月2日から1987年9月24日にテレビ東京の毎週木曜18:00で再放送された際、再放送では珍しい番組宣伝CMが放送されたことがあった。ナレーションはマゾ役の内海賢二。
- 2000年（平成12年）、郵政省発行の20世紀デザイン切手シリーズ第9集郵便切手のデザインの一つとして、黄金バットが採用された。
- 2011年（平成23年）4月25日、アニメ版黄金バットがニコニコ動画内のチャンネル「フルアニMAX」にて毎週月曜日18:00に1話ずつ配信された。第1話は無料で、2話以降は配信日の1週間後に有料に切り替えられた。2012年4月16日に全話配信完了し、9月28日にフルアニMAX閉鎖に伴い全動画が視聴不可能になった。

## キャラクター

### 黄金バット
黄金バットは長い歴史を持ち、そのため数多くの作品に登場している。
戦前のものは、初期は欧風の三銃士のような洋装に頭部が黄金の髑髏という（後のアニメ版などとよく似た）シンプルなデザインだった。黄金丸というサーベルを操る他、エーアソーラスという怪獣を使役する。終戦直後は進駐軍によってチェックが入り、くりんとしたパーマ髪の仏像のような顔のヒーローに改変され、後に少年雑誌に連載された永松健夫による絵物語版では帽子を被った長髪の黄金骸骨または痩せこけた老人のような金色の顔という風貌になった。
その後微妙な変更を経て、1966年の映画版で後のアニメなどで見られる「大きな襟付きマントをひるがえして飛んで来る、顔が髑髏で筋骨逞しい金色の超人」という（最初期のそれとよく似た）親しみやすいデザインとなった。武器はシルバーバトン。
絵物語では日本のどこかにあるD山の髑髏岩の下で眠っていた正義の神、1966年の映画版やその後のアニメやマンガ版では古代アトランティスの遺跡で眠っていた謎の超人で黄金の蝙蝠とともに現れるという設定。
神出鬼没で、登場する度に決まって「ウワハハハハハハハハ！」と甲高い高笑いをするのが特徴。その独特なスタイルは紙芝居、漫画、実写映画、アニメなどに全て踏襲されている。
アニメ後期には暗闇バットという濃い青色のライバルキャラクターも登場した。
上述の通り多種多様な派生作品が作られたため、作品によっては悪役だったり正体が女性だったりというものも存在する（例：手塚治虫 『怪盗黄金バット』）

### ナゾー
宿敵ナゾーは四つ眼のミミズクの覆面に左手が機械の鉤爪、下半身は円盤の中という奇怪なデザイン。初期には巨大ロボットであるブルタンクや怪タンクに搭乗し（紙芝居版や絵物語版）、後の作品ではどこにでも現れるドリル状の要塞ナゾータワーを根城とする（1966年の映画版やアニメ版）。絵物語では黄金バットに負け、蛇王（じゃおう）という他のヒーローとの戦いによって両足を失った後の黒バットが正体であり、元ナチスの科学者ドブロクスキー博士や妖婆モモンガのお熊（モモンガとは同名の動物ではなく、古代の邪神の名前。黒バット一味はこれを信奉する一族らしいが、お熊以外に信仰心がある描写は無い）、女賊ハルピンお光らを従え宇宙的な悪事を働く（目は2つ）。アニメでは彼自身が元ナチスの科学者エーリッヒ・ナゾー、マンガ版では黄金バットと同世代の超古代人で、生身の手の指が3本であるなど、明らかに人間ではない。1966年の映画版では「宇宙の支配者」を名乗る。アニメ版ではことあるごとに「ロ〜ンブロゾ〜」と叫ぶ。またアニメでは4つの目の色が全て異なり、さらに最終回では逃亡してしまい、黄金バットとの最後の対決はなかった。ナゾーの逃走直後に怪獣が現れ、しかもヤマトネタケルが、彼は怪獣だったのだろうか、と言うなど、ナゾーの正体が微妙に暗示されていた。映画版やその後のアニメやマンガ版には上述の部下たちは登場せず、代わりにドブスキー（1950年の映画）、ケロイド、ピラニア、ジャッカル（1966年の映画）、マゾ（アニメ及びマンガ版）らを従えている。戦前の紙芝居版での描写ははっきりしていないが永松の回想によるとマゾー、ウイスキー元帥、怪モダン、ハルピンお光などを配下にしていたようである。
アニメ版放送時の雑誌の紹介によると年齢72歳、身長2m9cm、体重82kg。目からは各種光線を出す。かつての戦争で自分の部下に裏切られダイナマイトで自殺しようとしたが自分の開発した超能力により死ねず生き延びたのだと言う。戦後の紙芝居ではナチスの残党として描かれている 。

### 登場メカ
怪タンク
戦前の紙芝居版から登場する、ナゾー一味が搭乗する人型の巨大ロボット。水陸空両用の万能なスーパーロボットで、頭頂部のプロペラで飛行する。1933年のレコード紙芝居『黄金バット　怪タンク篇』では目から殺人光線を発射し、口からは毒ガスを吐く。アニメ版にもゲーゲオルグという名称のよく似た外見のロボットが登場する。
ナゾータワー
1966年の実写映画版以降の作品に登場する、ナゾーの本拠地。ドリル状の移動要塞で海底や宇宙空間などどこにでも現れる。実写映画とアニメ版とではデザインが異なる。マンガ版（少年キング版）では映画版寄りの造形。
スーパーカー
1966年の実写映画版が初出。ヤマトネ博士らが搭乗する円盤型の飛行装置。実写映画版ではスーパーカー2号として登場（1号は不明）。

## 紙芝居版
上述の通り様々な派生作品があった。
元祖と言うべき作品は1930年から1933年ごろにかけて永松健夫が『黒バット』の続編として描いたものだが後に永松が転職したため、加太こうじが代わりに描くようになった。現在上演されるものの大部分は加太版である。
永松版は多くが現存しないが「バック・ロジャーズ」に代表される当時のアメリカのパルプ雑誌に掲載されていたような空想科学もので、前作から十数年後を舞台に身を改めナゾーを名乗るかつての黒バットとその一味とそれに立ち向かう前作主人公の正夫探偵やその息子マサルや黄金バットとの戦いを描き、舞台を中国やアメリカ、海底や地下に移しながら展開してゆく壮大なものであったようである。
1995年に大空社から永松版の現存するものの一部を収録した復刻版が『元祖黄金バット』として発売された。

### 黒バット
黄金バットの前作。神出鬼没の怪盗黒バットとそれに立ち向かう少年探偵の正夫との戦いを描く。
大正時代にヒットしていた『ジゴマ』ものを参考に制作したという。
当時紙芝居と言えば紙人形を使った「立ち絵」と呼ばれるもので題材も時代劇が主流だったので凝った背景の平絵式の紙芝居で現代が舞台の怪奇ものはもの珍しくヒットした。
現存するものは発見されていない。

## 絵物語

### 永松健夫版
太平洋戦争後の1947年（昭和22年）から明々社（のちの少年画報社）より刊行された、永松健夫による絵物語作品の単行本シリーズ。1948年（昭和23年）には明々社から雑誌『冒険活劇文庫』（少年画報）が創刊され、永松による絵物語が掲載された。
- 『黄金バット なぞの巻』（1947年、明々社）
- 『黄金バット 地底の國』（1948年、明々社）
- 『黄金バット アラブの王冠編』（1948年、明々社『冒険活劇文庫』連載）
- 『黄金バット 天空の魔城』（1948年、明々社）
- 『黄金バット 彗星ロケット』（1949年、明々社）
- 『黄金バット 科学魔篇』（1950年、明々社『冒険活劇文庫』連載）
- 『超人黄金バット 発端編』（1950年、『少年痛快文庫』掲載）
- 『黄金バット』（1955年、『太陽少年』連載）

他多数
内容は概ね紙芝居版を元にしているが紙芝居版の『黒バット』では黒バットが黄金バットに倒された後、話を仕切り直して黄金バットとナゾー（復活した黒バット）との戦いを描いた『黄金バット』が開始されるが永松健夫による絵物語版では黒バットを倒すのは蛇王という人物で、黒バットがナゾーと身を改めた後に黄金バットが登場するなど、『黒バット』から『黄金バット』序盤までのストーリーの構成が一続きにされ、この他にも変更点も多い。
なお読み切り作品を中心に単行本未収録の回が複数ある他、未完の作品も多い。

#### 登場人物
- 黄金バット
- 黒バット・ナゾー
- 大木探偵長：紙芝居版の正夫探偵にあたる人物。
- 大木まさる：大木探偵長の息子。
- 蛇王：Ｎ県Ｈ山でライオンの朝日号と共に暮らしていた男。
- 朝日号:蛇王の相棒のライオン。
- エーアソーラス:黄金バットが使役するドラゴンのような姿をした有翼の巨大怪獣。口から白色と赤色の2種類の熱線を吐く。
- 倉田かず子：倉田青年の妹。
- ドブロクスキー博士：ナゾーの部下。
- モモンガのお熊：ナゾーの部下。
- ハルピンお光：ナゾーの部下。

### 加太こうじ版
戦後間もない1946年(昭和21年)の11月に加太こうじによって黄金バットの絵本がフレンド社から刊行された。1947年(昭和22年)に刊行された永松健夫の絵物語版よりも1年早く先駆けた黄金バットの最初の書籍化であった。
・絵本『黄金バット』全1巻、1946年、フレンド社。
『繪物語 黄金バット』全2巻、1952年、網島書店。
- 『繪物語 黄金バット 蛇王の巻』
- 『繪物語 黄金バット 巨獣の巻』

加太こうじ版(上記3冊)の最大の特徴は、黄金バットの風貌が永松版のドクロやミイラのような不気味な風貌ではなく、パーマ髪に仏像のような顔をした人間の姿をしている点である。これは黄金バットを見たGHQが「正義の味方が不気味なドクロなのは不適切である」と難色を示し、加太に「黄金バットを金髪白人の美青年の姿にしろ」と命じた為である。
1946年の絵本版ではナゾーが元ナチス党員であり、主人公が日本人の少年でヒロインが外国人の少女という、1967年のアニメ版での設定が既に確立されている。

## 実写映画

### 黄金バット 摩天楼の怪人（1950年）
1950年12月23日公開。上映時間71分、製作は新映画社。
忍者ものなどの類をのぞけば日本初の特撮スーパーヒーロー映画だが、このフィルムは早い段階で失われており現存しない。本作の黄金バットは仮面を被った人間の変装であるため、原作の様に飛行する事はなくオートバイを駆って行動するようである。このフォーマットは後の月光仮面や仮面ライダーなどのバイクヒーローの原点と言えよう。

#### ストーリー
水爆をはるかに超える威力を作り出すウルトロン超原子を巡り、平和利用しようとする発見者・尾形博士を犯罪組織QX団とその首領ドクトル・ナゾーが狙う。
それに立ち向かう正義の怪人・黄金バットの戦い。

#### キャスト
- 黄金バット：上田竜児（上田龍児）
- 尾形精一郎：杉寛
- マサル：茂崎幸雄
- カズ子：鈴丘玲子
- 蘭子：川路龍子
- プクちゃん：神戸武彦
- 大木雄次：上田竜児
- 牧 輝行：深見泰三
- ドクトル・ナゾー：不明
- ドブスキー：世島新
- 堀江警部：清水将夫
- 美空ひばり

#### スタッフ
- 監督：志村敏夫
- 原作：永松健夫
- 脚本：西鐵平、越路眞生
- 撮影：山崎一雄
- 製作：新映画社
- 配給：東京映画配給

### 黄金バット（1966年）

#### 解説
主演に千葉真一を迎え、実写化した作品。モノクロ・シネマスコープ、73分、製作：東映。日本では1966年12月21日に封切り公開された。欧米で公開された際のタイトルは『Golden Ninja』。
黄金バットとアトランティスとの関連やヤマトネ博士、ナゾータワーやスーパーカーや黄金の蝙蝠などは本作が初出。

#### ストーリー（1966年版）
天体観測を趣味とするアキラ少年は、惑星イカロスが地球への衝突コースをとっていることに気付く。アキラは黒スーツの男達によって拉致されてしまう。黒スーツの男達は国連秘密機関パール研究所の所員達だった。責任者ヤマトネ博士はアキラをメンバーに誘う。研究所ではイカロス破壊のため超破壊光線砲を建造していた。
その完成に必要な特殊レンズの原石探索にヤマトネ博士、パール博士、アキラ、ナオミ隊員、パール博士の孫娘エミリーらは、幻の大陸・アトランタスへと向かう。だがそこは謎の集団によって既に占拠されていた。彼らの首領はナゾー。宇宙征服のためイカロスを呼び寄せた怪人である。
追い詰められた彼らはある棺桶の中に原石を発見する。棺桶には1万年の眠りについた守護者、黄金バットが眠っていた。エミリーが水を注いだことで、復活した黄金バットは、彼ら科学者と協力しナゾーの陰謀に立ち向かっていく。

#### キャスト（1966年版）
- ヤマトネ博士：千葉真一
- 風早アキラ：山川ワタル
- 秋山ナオミ：筑波久子
- エミリー・ペアード：高見エミリー
- パール博士：アンドレ・ヒューズ（声：佐藤汎彦）
- 清水隊員：中田博久
- 中村隊員：岡野耕作
- 宇宙怪人ナゾー：関山耕司
- ケロイド：沼田曜一
- ピラニア：国景子
- ジャッカル：北川恵一
- 天文台の博士：片山滉
- 警官：青島幸男
- 黄金バット：ミスター黄金バット（佐藤汎彦）（声：小林修）

#### スタッフ（1966年版）
- 監督：佐藤肇
- 企画：扇沢要
- 原作：永松健夫
- 脚本：高久進
- 監修：加太こうじ
- 撮影：山沢義一
- 録音：内田陽造
- 照明：銀屋謙蔵
- 美術：江野慎一
- 音楽：菊池俊輔
- 編集：祖田冨美夫
- 特殊撮影：上村貞夫
- 助監督：山口和彦
- 進行主任：久野義雄
- 現像：東映化学工業株式会社
- 協力：第一動画株式会社
- 主題歌：「黄金バット」（朝日ソノラマ）
  - 作詞 - 第一動画 / 作曲 - 田中正史 / 歌 - ヴォーカル・ショップ / 黄金バットの声 - 小林修

#### 同時上映
- 『怪竜大決戦』
  - 監督：山内鉄也
  - 主演：松方弘樹

#### 媒体
1980年代に東映ビデオからVHS、2005年4月21日にからDVDが、それぞれ発売された。
この他朝日ソノラマよりソノシートドラマが発売された。

### 黄金バットがやってくる
加太こうじの半自伝的小説『紙芝居昭和史』を映画化したもの。
1972年に東宝から公開された本作は、黄金バットの起源に焦点を当てた作品。

## テレビアニメ
- 放送局：読売テレビ制作・日本テレビ系列
- 放送期間：1967年（昭和42年）4月1日 - 1968年（昭和43年）3月23日（全52話）
- 放送時間：土曜 19時 - 19時30分
- 提供：大塚製薬

黄金バットの出身地がアトランティスになるなど、設定のいくつかは1966年の映画版に準拠している。

### テレビアニメのストーリー
新発明のスーパーカーの飛行テストを行っていた科学者ヤマトネ博士と、息子のタケル、助手のダレオは、南極沖で乗っていた船が世界征服を企む悪のナゾー一味に撃沈され、漂流していた少女マリーを救出する。その後、一行はアトランティス大陸を発見し上陸。遺跡の中で古い棺を発見し、碑文の指示に従って中に水を注ぐと、黄金バットが１万年の眠りから甦った。
復活した黄金バットはヤマトネ博士らとともにナゾーとの戦いに身を投じる。

### 登場人物・キャスト
黄金バット
声 - 小林修
謎の怪人。黄金バット#黄金バットを参照。
ヤマトネ博士
声 - 村越伊知郎
物理学・化学・電気工学が専門の日本人科学者。あらゆる分野に精通する天才。スーパーカーなどを発明。
タケル（ヤマトネ タケル）
声 - 高橋和枝
ヤマトネ博士の一人息子。冒険好きで博士の有能な助手。小学五年生相当の年齢。
マリー（マリー ミレ）
声 - 松島みのり→栗葉子
フランス人考古学者ミレ博士の娘。母親は死別。第1話でナゾ－に襲われ父親と生き別れる。語学と音楽の才能がある。動物好き。日本生まれ。8才程度の年齢。
ダレオ（ドコノ ダレオ）
声 - 立壁和也
ヤマトネ博士の助手で16歳。うっかり者の雑用係兼スーパーカーの炊事係。劇中ではオリンピックに重量挙げ選手として出場し123.5kgという記録で銀メダルを受賞したことがあった。終盤では姿を見せなくなる。
黄金の蝙蝠（コウモリさん）
マリーが助けを求めると黄金バットを呼び出す。実は黄金バットの体の一部。
ナゾー
声 - 島宇志夫
謎の男。黄金バット#ナゾーを参照。
マゾ
声 - 内海賢二
ナゾーの副官。
暗闇バット
声 - 高塔正翁
五万年前の古代アトランティスで暴れていた怪人。海底の棺桶に封印されていた。黄金バットのライバル的存在。
ナレーター
声 - 藤本譲
その他のキャスト
森ひろ子、三輪勝恵、野村道子、北浜晴子、麻生美代子、小原乃梨子、太田淑子、水垣洋子、大山のぶ代、貴家堂子、堀絢子、笹本幸夫、槐柳二、桂三千夫、小宮山清、加藤精三、北村弘一、諏訪孝二、八代駿、千葉耕市、八奈見乗児、塩見竜介、富山敬、矢田耕司、飯塚昭三、宮内幸平、小林清志、増岡弘、肝付兼太、納谷悟朗、山田康雄、大塚周夫、雨森雅司、永井一郎、田村錦人、家弓家正

### テレビアニメのスタッフ
- 原作：永松健夫
- 連載：「少年画報」「週刊少年キング」
- 監修：加太こうじ、申相玉
- 脚本：島内三秀 他
- 動画監督：森川信英
- 美術監督：木村和夫
- 音楽：田中正史
- 演出：石黒昇・若林忠生・庵原和夫・柳田灸次郎・佐々木治次 他
- 制作協力：東洋放送（韓国）
- 制作：第一動画

### 主題歌
オープニングテーマ「黄金バットの歌」
作詞 - 第一動画 / 作曲 - 田中正史 / 歌 - ボーカル・ショップ
実写映画の主題歌をそのまま流用。
OPに入る前、冒頭ではタイトル映像が存在、黄金バットの高笑いと共に雲海から黄金バットが登場、ラストは黄金バットのシルエットにタイトルが映し出される映像になっている。後年の再放送ではほとんど放送されず、いきなりOPから始まる。
エンディングテーマ「黄金バット数え歌」
作詞 - 第一動画 / 作曲 - 田中正史 / 歌 - 鈴木やすし、コロムビアゆりかご会
オリジナル版は10番まであるが、番組では1番と10番を歌う（10番には「10」が歌われていない）。
イメージソング「ナゾーの歌」
作詞 - 第一動画 / 作曲 - 宇野正寛 / 歌 - ボーカル・ショップ / セリフ - 島宇志夫

### 各話リスト
事前の放送リストには記載されているものの放送されず没と化し未放送に終わったり、内容に若干の変更の上タイトルが変更されているものの元タイトルは話数に含めず「-」表記とした。
| 話数 | サブタイトル                 | 放送日        |
| ---- | ---------------------------- | ------------- |
| 1    | 黄金バット誕生               | 1967年 4月1日 |
| 2    | マンモスキラー               | 4月8日        |
| 3    | ゲーゲオルグ                 | 4月15日       |
| 4    | 危機一髪                     | 4月22日       |
| 5    | 人食い植物                   | 4月29日       |
| 6    | メロン爆弾大追跡             | 5月6日        |
| 7    | 怪獣サンドベロニヤ           | 5月13日       |
| 8    | 宇宙怪獣アリゴン             | 5月20日       |
| 9    | 怪物ガイゴン                 | 5月27日       |
| 10   | ウラン島大決戦               | 6月3日        |
| 11   | 謎のフィンカーメン           | 6月10日       |
| 12   | ジンガーの毒キノコ           | 6月17日       |
| 13   | ミュータント5                | 6月24日       |
| 14   | 原子ブラックギャット         | 7月1日        |
| 15   | 破壊魔ネロ                   | 7月8日        |
| 16   | 岩人ギルトン                 | 7月15日       |
| 17   | 怪鳥ガルガー                 | 7月22日       |
| 18   | ポリネシアの星               | 7月29日       |
| 19   | バット対バット               | 8月5日        |
| 20   | 青い炎の国                   | 8月12日       |
| 21   | ルートシグマの女王           | 8月19日       |
| 22   | 謎のペロン火山               | 8月26日       |
| 23   | 怪盗ブラック仮面             | 9月2日        |
| 24   | 悪魔のルビー                 | 9月9日        |
| 25   | ロボット都市                 | 9月16日       |
| 26   | 光線人間ボルド               | 9月23日       |
| 27   | タランゲーの眼               | 9月30日       |
| 28   | アキシスの剣                 | 10月7日       |
| 29   | 宇宙コウモリの謎             | 10月14日      |
| 30   | 超能力改造人間               | 10月21日      |
| 31   | ゆうれい塔                   | 10月28日      |
| 32   | 悪魔の巨像                   | 11月4日       |
| 33   | 透明怪獣グラスゴン           | 11月11日      |
| 34   | 世界大洪水                   | 11月18日      |
| 35   | 地底怪獣モグラー             | 11月25日      |
| 36   | 地球大爆発                   | 12月2日       |
| 37   | 双頭怪獣ゲゲラ               | 12月9日       |
| 38   | 恐竜の罠                     | 12月16日      |
| 39   | 骸骨の水先案内               | 12月23日      |
| 40   | 地球暗黒の日                 | 12月30日      |
| 41   | インドの女王                 | 1968年 1月6日 |
| 42   | 妖婆の怪獣ヒードロ           | 1月13日       |
| 43   | 廃坑の一つ眼怪獣             | 1月20日       |
| 44   | ライガーマンの逆襲           | 1月27日       |
| 45   | 死を呼ぶ女                   | 2月3日        |
| 46   | こうもり老女と怪獣シェルゴン | 2月10日       |
| 47   | 幻のゲロンチューム90         | 2月17日       |
| 48   | 小さい暗殺者                 | 2月24日       |
| 49   | 怪人こうもり男               | 3月2日        |
| 50   | サーカス怪獣ガブラー         | 3月9日        |
| 51   | よみがえる暗闇バット         | 3月16日       |
| 52   | ひび割れるナゾー帝国         | 3月23日       |
| -    | ボンゴ作戦                   |               |
| -    | 黄金鳥の怪                   |               |
| -    | 笑うキノコ人間               |               |
| -    | 抜け穴                       |               |
| -    | 黒猫の牙                     |               |
| -    | ピラミッドの秘密             |               |
| -    | ヒマラヤの雪女               |               |
| -    | 氷獣ドライアン               |               |
| -    | ハリケーン爆弾               |               |
| -    | ジャム地獄                   |               |
| -    | 恐怖の電送機                 |               |
| -    | ねっしょの秘宝               |               |
| -    | 暗殺隊                       |               |
| -    | 白鳥の騎士                   |               |
| -    | バットがいっぱい             |               |

### 放送局
- 読売テレビ（制作局）：土曜 19:00 - 19:30
- 日本テレビ：土曜 19:00 - 19:30
- 札幌テレビ：土曜 19:00 - 19:30[14]
- 青森放送：土曜 19:00 - 19:30[15]
- 岩手放送：土曜 19:00 - 19:30[15]
- 秋田放送：土曜 19:00 - 19:30[15]
- 山形放送：土曜 19:00 - 19:30[16]
- 東北放送：土曜 18:00 - 18:30[17]
- 福島テレビ：土曜 19:00 - 19:30[16]
- 新潟放送：土曜 18:00 - 18:30[18]
- 北日本放送：土曜 19:00 - 19:30[18]
- 北陸放送：土曜 18:00 - 18:30[18]
- 福井放送：土曜 18:00 - 18:30[18]
- 山梨放送：土曜 19:00 - 19:30
- 信越放送：土曜 18:00 - 18:30
- 静岡放送：土曜 19:00 - 19:30(1967年12月30日までは同時ネット) 土曜18:00 - 18:30(1968年1月13日からは7日遅れネット)
- 名古屋テレビ：土曜 19:00 - 19:30[19]
- 日本海テレビ：土曜 19:00 - 19:30
- 山陰放送：土曜 18:00 - 18:30
- 広島テレビ : 土曜 19:00 - 19:30
- 山口放送：土曜 19:00 - 19:30
- 四国放送：土曜 19:00 - 19:30
- 西日本放送：土曜 19:00 - 19:30
- 南海放送：土曜 19:00 - 19:30
- 高知放送：土曜 19:00 - 19:30
- RKB毎日放送：金曜 18:00 - 18:30
- 長崎放送：土曜 18:00 - 18:30
- 熊本放送：土曜 18:00 - 18:30
- 大分放送：土曜 18:00 - 18:30
- 宮崎放送：土曜 18:00 - 18:30
- 南日本放送：土曜 18:00 - 18:30
- 琉球放送：土曜 19:00 - 19:30

### 放送局(海外)
アジア
- 東洋放送(制作協力)：(韓国)

南米
- Canal5：(メキシコ)
- Panamericana Televisión：(ペルー)
- Canal3：(グアテマラ)

オセアニア
- Nine Network：(オーストラリア)

### 劇場版
- 黄金バット（1967年7月21日公開）

TV版第4話のブローアップ版を「オールカラーで!東映まんがまつり」内で公開。併映は『ひょっこりひょうたん島』、『魔法使いサリー』、『キャプテンウルトラ』。

### ネット配信
- 読売テレビが本作でアニメを開始して55年を記念してYouTubeに設立した「読売テレビ アニメチャンネル」で、2022年10月21日から第1話が配信されている。なお「冒頭のタイトル表示部」・「次回予告」・「エンディング」は配信されていない。

| 読売テレビ制作・日本テレビ系列 土曜日19時台前半・大塚製薬一社提供枠 | 読売テレビ制作・日本テレビ系列 土曜日19時台前半・大塚製薬一社提供枠 | 読売テレビ制作・日本テレビ系列 土曜日19時台前半・大塚製薬一社提供枠 |
| 前番組                                                              | 番組名                                                              | 次番組                                                              |
| ------------------------------------------------------------------- | ------------------------------------------------------------------- | ------------------------------------------------------------------- |
| 武田信玄 【ここまでドラマ枠】                                       | 黄金バット 【当番組よりアニメ枠】                                   | 巨人の星                                                            |

## 漫画

### まんがサンキュー版
1964年から1965年にかけて篠原とおるによるものがまんがサンキューに連載された。髑髏の仮面の下の顔を見せるなど独自の展開があった。

### 週刊少年キング版
「懐まんコミック」シリーズの第1弾として大都社より単行本が発売されている。デザインや設定はアニメ版に準拠している。1巻巻末には加太による短い解説がある。
- 「黄金バット」1巻、1990年（平成2年）9月20日発行、大都社、ISBN 4-88653-383-3
- 「黄金バット」2巻、1990年（平成2年）9月20日発行、大都社、ISBN 4-88653-384-1
  - 原作・加太こうじ、作画・一峰大二

ストーリー
ある月の無い夜、突如として現れた古代軍船。調査に赴いたヤマトネ博士とその一団は、動き出した軍船に導かれ辿り付いた海底の廃墟アトランティスで黄金バットと邂逅する。
同時期、怪遊星とともに宇宙の果てから帰還した古代アトランティスの犯罪者ナゾーは地球の征服を宣言、ヤマトネと黄金バットは彼の野望に立ち向かうのだった。

### 少年画報版
井上智による少年画報版は二種類ある。
『新編 黄金バット』は1950年代末に連載されたものでストーリーやキャラクターや黄金バットのデザインなどはオリジナルのものとなっている。中村書店より単行本が刊行されている。
1960年代末に連載されたものはキャラクターやストーリーはほぼアニメ版に準拠しており、黄金バットは最初からいるものとして扱われルーツなどにも触れられない。2006年にアップルBOXクリエートより私家版として上下巻で復刻。

### 黄金バット 大正髑髏奇譚
『チャンピオンRED』（秋田書店）にて、2023年2月号から2024年8月号まで連載。全18話。脚本：神楽坂淳、絵：山根和俊。大正時代を舞台としている。
ストーリー
大正3年。陸軍少尉・月城竜史（つきしろ りゅうじ）は任務で訪れた洋館で正体不明の女学生に殺害されるが、今わの際に現れた黄金の怪人「バット」の依り代となって蘇る。人間を支配しようとする邪神「ナゾー」とその眷族に対し、たとえ滅びようとも人間の自由意志を尊ぶ「バット」。そして古代文明の遺産を利用しながら双方を利用して日本の軍事力を上げようとする陸軍幹部の争いが巻き起こる。

### その他
- 湯浅粂策 『怪人黄金バット』（1935年、春江堂）
- 加太こうじ『黄金バット』(1946年、フレンド社)
- ハラマサル 『覆面の怪人 黄金バット』（1947年、藤田書店）
- 永松健夫 『黄金バット』全4巻（1947年 - 1949年、明々社）
- 手塚治虫 『怪盗黄金バット』（1947年、東光堂）
- 寺尾よしたか 『おうごんばっと』（1948年、民生本社）
- 須賀武雄 (考案者)、小野寺秋風 (絵) 『黄金バット 秘密国の怪タンク』（1948年、青樹社）
- 夢田小四郎（文）、中井矢之助（絵） 『黄金バット』（1948年、榎本書店）
- をはら三好 『黄金バット』（1948年、児訓社）
- 小沢光治 『黄金バット』（1948年、日昭館書店）
- 永松健夫 『黄金バット』（1948年 - 1950年、冒険活劇文庫）
- 加太こうじ 『冒險活劇 黄金バット』（1949年、冒険ロマン）
- 牧野四朗 『黄金バット ルビーの王冠』（1949年、榎本書店）
- 永松健夫 『超人黄金バット』（1950年、少年痛快文庫）
- 竹内しん三 『黄金バット 黄金の杖』 （1950年、児童漫画社）
- 永松健夫 『黄金バット』（1952年 - 1953年、少年画報）
- 永松健夫 『黄金バット』（1955年、太陽少年）
- 永松健夫 『探偵傑作絵物語 黄金バット』（1956年、少年クラブ）
- 里見尤　『新・黄金バット』（1995年、サスペリア）

## 書籍

### 絵物語
- 『黄金バット なぞの巻 地底の国』永松健夫、1975年（昭和50年）5月10日発行、桃源社
  - 終戦直後の絵物語をまとめたもの。巻末には都筑道夫による解説があり、作品が辿った歴史、黄金バットの名称はタバコのゴールデンバットに由来する、初期のバットのスタイルは映画『オペラ座の怪人』（1925年版）が元ではないだろうかなどが書かれている。

### 小説
- 『小説 黄金バット』加太こうじ、1990年（平成2年）8月1日発行、筑摩書房
  - 昭和初期の紙芝居屋たちを描いた群像劇。

## レコード・サウンドトラック
- 黄金バット　怪タンク篇（1933年/日本パーロフォン）
  - 紙芝居の語りをレコードに吹き込んだもの。鈴木一郎と永松武雄による元祖『黄金バット』シリーズの一編を音源化したものと考えられ、現在では殆ど現存しないオリジナルシリーズを知る数少ない手がかりとなっている。
内容
  - 上海の夜の港、巨大ロボット“怪タンク”を操る黒服団の一味の乗る汽船が停泊しており、そこには大木探偵の息子・マサル少年が捕らえられハマグリ籠に入れられていた。マサル少年を乗せた黒服団の汽船は日本にいる怪タンクの元へ向かい出航しようとしていた。そこへ汽船の上空から黄金バットが下僕の怪獣・エーアソーラスに跨りながら出現した。黄金バットは捕らえられていたマサル少年を救出。襲って来た黒服団の一味を蹴散らし、マサル少年と共にエーアソーラスの口の中へ飛び移る。黄金バットとマサル少年を口中へ入れたエーアソーラスは天高く飛び去って行った。夜が明け、黄金バット一行はマサル少年の母・ユリ子と森で合流する。マサル少年とユリ子は黄金バットに「帝都で暴れる怪タンクを倒す為に自分たちの味方になって欲しい」と黄金バットに懇願する。しかし黄金バットは「ダメだよ。怪タンクを敵に回して戦えるほど強くはないよ。黄金バットも歳を取ったからのぅ〜」と言って味方になる事を拒否する。マサル少年とユリ子は黄金バットのマントに縋りつき尚も懇願するも、黄金バットは「うるさい！放せ！放せ！」と、マントに縋りつくマサル少年達を冷たくあしらう。そして「あばよ、ウハハハハハ！」と捨て台詞を吐いてエーアソーラスに跨り、空の彼方へ飛び去ってしまう。憧れの黄金バットに冷たくされたマサル少年は目に悔し涙を浮かべ、「何が“正義の神”だ！乞食ガイコツ！臆病ガイコツ！」と去り行く黄金バットを罵倒。「もはや頼れるのは自分の力のみ！僕だけの力で怪タンクを倒してやる！」と己の力で戦う事を決意する。一方、帝都では怪タンクが暴れ回っており、目から殺人光線を発射し、口から毒ガスを吐きながら帝都の街を蹂躙していた。そしてプロペラを回転させ帝都上空を飛行する。それを見たマサル少年は単身、飛行機を操縦し、怪タンクを迎え撃つも、怪タンクの爆撃を受け返り討ちに遭う。怪タンクの手がマサル少年を捕まえようとしたその時、「ウハハハハハハ！」と高笑いをしながら天空から黄金バットがエーアソーラスに跨って出現。マサル少年を救おうと怪タンクに挑むのであった。
登場人物
  - 黄金バット:金の骸骨の仮面を被り、赤いマントを翻し、腰に名刀・黄金丸を身に着け、世界中の悪人どもを征服しながら旅する正義の英雄。常に「ウワハハハハハ！」と高笑いをしている。善人からは神の如く敬われ、悪人からは鬼の如く恐れられ、子供たちからは“サンタクロースのおじいさん”の如く親しまれていた。怪獣エーアソーラスに跨りながら登場する。
  - マサル少年:名探偵・大木探偵の一人息子。黒服団の一味に捕らえられハマグリ籠に入れられていた所を黄金バットに救われる。黄金バットにとても憧れていたようで、黄金バットが描かれた絵姿(ブロマイドのような物か)を肌身離さず大切に所持していた。しかし黄金バットから冷たくあしらわれた事で失望して「乞食ガイコツ！臆病ガイコツ！」と罵倒し、大切な絵姿を握り潰してしまう。子供ながら飛行機を操縦する。
  - ユリ子:大木探偵の妻でマサル少年の母。マサル少年と共に黄金バットを仲間に入れようと懇願するも拒否される。
  - 黒服団:怪タンクを操る謎の集団(おそらくナゾーの一味か)。マサル少年を捕らえハマグリ籠に閉じ込め、怪タンクのいる日本へと汽船を向かわせるも黄金バットによって阻止される。黄金バットの事を「乞食ガイコツ」と呼んで蔑んでいる。尚、黄金バットからは「ウジ虫ども」呼ばわりされている。
  - 大木探偵:名探偵。マサル少年の父であり、ユリ子の夫。帝都で暴れる怪タンクの為に大怪我をした。本編には登場せず、マサル少年の口から名前が語られるのみ。
  - エーアソーラス:黄金バットが使役する怪獣。黄金バットを乗せて天空から現れる。「ギャス！ギャス！ギャス！」と鳴く。
  - 怪タンク:黒服団によって操られる全身鋼鉄製の巨大ロボット。身長は《電信柱の十何本倍》で、歩けば地響きを起こし、自動車や馬車を鷲掴みにし、百貨店やビルディングなどを蹴飛ばし薙ぎ倒しながら帝都を暴れ回る。武器は目から放つ殺人光線と口から吐く毒ガスである。頭部のプロペラで空を自在に飛行する。
- 黄金バット（1967年/日本コロムビア）
  - EPレコード
- 黄金バット　オリジナル・サウンドトラック（2020年7月22日/CINEMA-KAN/規格番号CINK-80）
  - 66年実写映画のサウンドトラック。主題歌（アニメと共通）も収録されている。